# Čejč
Čejč (in tedesco Czejtsch) è un comune della Repubblica Ceca facente parte del distretto di Hodonín, in Moravia Meridionale.